# Irisalva Moita
Irisalva Constância da Nóbrega Neves Moita (Lubango, Angola, 24 de mayo de 1924-2009) fue una arqueóloga y directora de museos. Tuvo una intensa actividad desde los años 50 a la década de los 80.

### Biografía
Se dedicó en lo que se refiere a la arqueología, a contextos desde la prehistoria, la proto-historia, al período romano, a los estudios de territorio y a las síntesis, pero con una atención muy particular en Lisboa, donde dirigió en Plaza de la Figueira durante la construcción de la red de Metropolitano, la primera gran intervención de arqueología urbana en Portugal.
Aclamada internacionalmente como una autoridad líder en preservación municipal, continuó defendiendo, mucho más allá de su jubilación, la causa de la protección del patrimonio de Lisboa – ya ayudada por un bastón, Irisalva Moita todavía estaba decidida a viajar a través de la ciudad a pie, con la intención de denunciar cualquier signo de destrucción o ataque al patrimonio de la ciudad. El 18 de mayo de 2008, el día internacional del museo fue galardonada con la medalla de oro de la ciudad de Lisboa. Falleció el 13 de junio de 2009.

### Labor arqueológica
En el plano de la arqueología, Irisalva Moita ocupa un lugar de relevancia al concretar las primeras excavaciones de Lisboa en suelo urbano. El interés por la investigación arqueológica lo demostró a lo largo de su recorrido profesional. Licenciada en Ciencias Históricas y Filosóficas por la Universidad de Letras de Lisboa en 1949, y tras una experiencia de profesora en educación secundaria, consigue, en 1952 una bolsa de estudio del Instituto de Alta Cultura (que se prolongaría hasta 1972), colaborando en investigaciones en el ámbito de la historia y arqueología. Integrada en el Centro de Historia y Arqueología de aquel Instituto, por indicación del profesor Manuel Heleno, realizó diversas intervenciones arqueológicas para el estudio de la cultura dolménica de Portugal (1952/1953), con una incidencia particular en la región de Alentejo y Beira Alta, y publicó un “corpus” de los monumentos del distrito de Viseo. Una segunda fase (1959/1972), asociada al centro de Etnología Peninsular, llevó a cabo un levantamiento exhaustivo para el “estudio de la Cultura Castreña en el occidente peninsular”, que originó la publicación del Inventario e carta dos Castros de Portugal. Ingresa como conservadora de los Museos Municipales de Lisboa en 1954, por un período de 8 meses, regresando en 1958. En 1971 ascendió a Conservadora-jefe de los Museos Municipales de Lisboa. La recogida en 1954, de un conjunto de estelas funerarias provenientes de un cementerio medieval cristiano, identificado en Largo de Salvador durante trabajos de la Compañía de Gas y Electricidad, fue una de las primeras acciones de la entonces conservadora recién llegada al municipio. Las obras impedirán el registro de posibles estructuras que había entretanto, siendo destruida por los operarios.